# Chazelles (Alto Loira)
 Chazelles  es una población y comuna francesa, situada en la región de Auvernia, departamento de Alto Loira, en el distrito de Brioude y cantón de Pinols.

## Demografía
| 33 | 26 | 27 | 27 | 32 | 34 |
| Para los censos de 1962 a 1999 la población legal corresponde a la población sin duplicidades (Fuente: INSEE [Consultar]) |    |    |    |    |    |